# Наджафи, Абдол-Али
Абдол-Али Наджафи — иранский военачальник, бригадный генерал.
Командующий секретным подразделением КСИР — Ansar-ol-Mahdi Protection Corps. Назначен на эту должность приказом генерал-майора Сафави от 1 марта 2006 г. Ранее командовал полувоенной милицией Басидж в южной иранской провинции Фарс.